# Cerridwen Corona
Cerridwen Corona is een corona op de planeet Venus. Cerridwen Corona werd in 1997 genoemd naar Cerridwen, godin van de natuur uit de Keltische mythologie.
De corona heeft een diameter van 217 kilometer en bevindt zich in de quadrangles Pandrosos Dorsa (V-5) en Ganiki Planitia (V-14).